# Élio Donato
Élio Donato era um gramático latino do século IV. Foi o gramático mais influente do seu tempo, como atesta o título clarissimus dado a ele, mas pouco se sabe sobre sua vida. Provavelmente de origem africana, ensinou retórica e teve entre seus alunos São Jerônimo e Rufino.

## Obras
Com o nome de Donato chegaram à época atual obras de gramática e exegese.

### Ars grammatica
Do primeiro grupo faz parte a Ars grammatica, tão famosa na antiguidade que despertou o interesse de comentaristas como Mário Sérvio Honorato, Cledônio e Pompeu Mauro.
A primeira parte, mais simples e curta, era destinada aos que iniciavam os estudos de gramática. Organizada em estilo de perguntas e respostas, tratava das oito partes do discurso. A segunda, dividida em três livros, tratava de fonética, métrica e estilística.
Normalmente essas duas partes são identificadas como Ars minor e Ars maior, e muitas vezes são consideradas duas obras distintas. Essa separação é conseqüência do abandono progressivo da primeira parte, mais simples, em benefício da segunda, mais completa, iniciado já na época antiga (com Pompeu Mauro) e consagrado mais tarde na Idade Média. A Ars minor permanece, entretanto, até a Renascença, como texto útil para iniciar o estudo do latim.

### Comentário sobre Terêncio
Entre as obras de exegese se encontra o comentário sobre as comédias de Terêncio, incompleto, pois lhe falta a parte relativa ao Heautontimoroumenos.
A obra começa com uma biografia do poeta e trata do De viris illustribus de Caio Suetônio Tranquilo, porém ampliada pelo próprio Élio Donato. Segue uma introdução ao gênero literário da comédia. Depois há um comentário sobre cada uma das comédias de Terêncio, introduzida cada qual por observações sobre a estrutura, a história, as personagens e o enredo.
Os estudiosos não têm certeza sobre a origem desse comentário. A grande desordem das informações que contém faz pensar inicialmente em interpolações importantes do texto (Lessing). Posteriormente, reconhecidas duas tendências interpretativas diferentes, levantou-se a hipótese de que o texto que chegou até a época atual era uma junção de dois comentários distintos, um deles em forma de glosa, os dois de Donato, só reunidos mais tarde (Sabbadini, Wessner).

### Comentário sobre Virgílio
O comentário sobre Virgílio, composto com certeza antes de 363, chegou até os dias de hoje mutilado: permanecem somente a carta de dedicatória ao seu patrono L. Munatius, a biografia do poeta, a introdução às Bucólicas (§ 47-69) e o início de sua explicação (§ 70-72).
Na Carta Donato expõe o método filológico que utilizou. Seus fundamentos são constituídos pela parte plena da brevitas, com referência contínua às suas fontes, sem excluir algumas contribuições pessoais.
A Vita, ao contrário, é tirada de Suetônio, da Vita Vergili que faz parte do De poetis, seção do De viribus illustribus, que se perdeu em algum momento da História.
A introdução (o Praefatio) às Bucólicas é constituída por uma primeira parte sobre o autor e o título da obra, o gênero literário, os motivos que levaram Virgílio a escrever a obra e o seu significado. A segunda parte oferece um comentário específico sobre a obra, concentrando-se nos aspectos estéticos e métricos, ou numa exegese mais precisa.

### Obras perdidas
Não chegou à época atual o breve tratado De structuris et pedibus oratoriis, também conhecido só como De structuris, no qual Donato analisava as cadências métricas.

### Ars grammatica
- A. M. Negri (ed.), Elio Donato. Ars grammatica maior, Reggio Emilia 1960 (com texto e comentário).
- W. J. Chase (ed.), The ars minor of Donatus, Madison 1926 (com tradução e comentário).
- A. Schönberger: Die Ars minor des Aelius Donatus: lateinischer Text und kommentierte deutsche Übersetzung einer antiken Elementargrammatik aus dem 4. Jahrhundert nach Christus, Frankfurt am Main 2008, ISBN 978-3-936132-31-1 (com texto e tradução).
- A. Schönberger: Die Ars maior des Aelius Donatus: lateinischer Text und kommentierte deutsche Übersetzung einer antiken Lateingrammatik des 4. Jahrhunderts für den fortgeschrittenen Anfängeruntericht, Frankfurt am Main 2009, ISBN 978-3-936132-32-8 (com texto e tradução).

### Comentário sobre Terêncio
- P. Wessner (ed.), Aelius Donatus. Commentum Terentii, Leipzig 1902-1905.

### Comentário sobre Virgílio
- G. Brugnoli, Donato Elio, in Enciclopedia virgiliana, II, Roma 1985, pp. 125–127.
- G. Brugnoli, Vitae Vergilianae, in Enciclopedia virgiliana, V, Roma 1990, pp. 570–580.